# Kacper Kaliszewski
Kacper Kaliszewski (ur. 28 stycznia 1977 w Warszawie) – polski lektor, dziennikarz i prezenter radiowy i telewizyjny, reżyser, przedsiębiorca oraz aktor filmowy, dubbingowy, teatralny i telewizyjny.

## Życiorys
Od 1998 roku pracował jako dziennikarz Programu Pierwszego Polskiego Radia. Początkowo w redakcji Radia Kierowców, potem pracował m.in. przy Aktualnościach i audycji Z pierwszej ręki,  prowadził też Sygnały dnia. W Telewizyjnej Czwórce był zaś gospodarzem serwisu sportowego po Dzienniku. Słuchaczy radiowych pożegnał 10 sierpnia 2007 roku. Od września był prezenterem TVN24, gdzie prowadził serwisy informacyjne, głównie w paśmie Dzień na żywo. 27 marca 2008 ogłosił, że opuszcza kanał TVN24. Od listopada 2009 prowadzi Raport z Polski w TVP Info.

## Lektor

### Telenowele
- Dzikie serce (telenowela 2013) (TV4)
- Kobra - oddział specjalny (TV6)
- Po prostu Maria (TV4)
- Światło twoich oczu (TV4)
- Messiah (2020)
- Narzeczona ze Stambułu (Zoom TV)
- Zabójcze żony (Zoom TV)